# 801 ライヴ
『801 ライヴ』 (801 Live) は、イングランドのロック・バンドである801が、1976年に発表したライヴ・アルバムである。

## 解説

### 経緯
1976年6月26日、ロキシー・ミュージックは解散を正式発表した。メンバーのフィル・マンザネラ（ギター）は、1973年にロキシー・ミュージックを脱退したブライアン・イーノ（シンセサイザー、ヴォーカル、テープ）と短期のプロジェクトを企画した。
ブライアンはロキシーを去った後、自分のアルバムを作ったが、EGマネージメントからツアーに出るように要求された。彼は心底嫌がった、、、そして従来のポップ・スターになろうという彼の野心は、ここで終わった。しかし彼はレコーディング活動を続け、私も彼と活動を続けて一緒にいる機会が多かった。ある日、一緒にコテージに行った際に、6週間のプロジェクトをやろうという考えが浮かんだ。演奏技術を愛する人と嫌う人を集めて、その結果何が生まれるかを見てみようという内容だった。
両者は、マンザネラがロキシー・ミュージックに加入する前に在籍していたクワイエット・サンのメンバーだったビル・マコーミック（ベース、ヴォーカル）を誘った。彼等はマコーミックの兄イアンを交えて別のコテージに移って選曲を始めた。ビートルズの「トゥモロー・ネバー・ノウズ」を選んだのはマコーミックだった。彼によると、キンクスの「ユー・リアリー・ガット・ミー」はある日のリハーサルで誰からともなく演奏され始め、イーノの「マザー・ホエール・アイレス」と「ザ・トゥルー・ホイール」も検討されたが、時間の都合上削除された。
ビル・ブルーフォード（ドラムス）とフランシス・モンクマン（キーボード）も加わったが、まもなくブルーフォードは離脱し、アルバム制作に起用されたレット・デイヴィスの提案でサイモン・フィリップスが招聘された。
801はマンザネラ、イーノ、マコーミック、モンクマン、フィリップス、ロイド・ワトソン（スライド・ギター）の6人編成になり、同年8月上旬にハマースミスにあるアイランド・レコードのスタジオでリハーサルを開始した。そして同月26日にノーフォーク、28日にレディング・フェスティバル、9月3日にロンドンのクイーン・エリザベス・ホールでコンサートを開催した。

### 内容
本作は9月3日のクイーン・エリザベス・ホールでのコンサートを収録した。プロデュースはメンバーが担当した。
マンザネラ、イーノ、クワイエット・サンのアルバムの収録曲に加えて、「トゥモロー・ネバー・ノウズ」と「ユー・リアリー・ガット・ミー」が演奏された。
本作は同年9月に発表され、全英アルバムチャートで最高位52位を記録した。1988年には再発CDが発表された。

## 収録曲

### オリジナルLP
| #         | タイトル                                                         | 作詞・作曲                  | オリジナル | 時間  |
| --------- | ---------------------------------------------------------------- | --------------------------- | --- | ----- |
| 1.        | 「ラグリマ Lagrima」                                             | Phil Manzanera              | フィル・マンザネラ、アルバム"Diamond Head"（1975年）                                                                     | 2:34  |
| 2.        | 「TNK（トゥモロー・ネバー・ノウズ） TNK (Tomorrow Never Knows)」 | John Lennon, Paul McCartney | ビートルズ、アルバム『リボルバー』（1966年）                                                                             | 6:14  |
| 3.        | 「イースト・オヴ・アステロイド East of Asteroid」                | Manzanera, Bill MacCormick  | クワイエット・サン、アルバム"Mainstream"（1975年）、’Mummy was an asteroid, Daddy was a small non-stick kitchen utensil’ | 4:58  |
| 4.        | 「ロングロング Rongwrong」                                       | Charles Hayward             | クワイエット・サン、アルバム"Mainstream"（1975年）                                                                       | 5:10  |
| 5.        | 「サンバーレプティル Sombre Reptiles」                           | Brian Eno                   | ブライアン・イーノ、アルバム『アナザー・グリーン・ワールド』（1975年）                                                   | 3:14  |
| 合計時間: | 合計時間:                                                        | 合計時間:                   | 合計時間: | 22:10 |

| #         | タイトル                                           | 作詞・作曲     | オリジナル                                                                   | 時間  |
| --------- | -------------------------------------------------- | -------------- | ---------------------------------------------------------------------------- | ----- |
| 1.        | 「ベイビーズ・オン・ファイヤー Baby's on Fire」    | Eno            | ブライアン・イーノ、アルバム『ヒア・カム・ザ・ウォーム・ジェッツ』（1973年） | 5:02  |
| 2.        | 「ダイヤモンド・ヘッド Diamond Head」              | Manzanera      | フィル・マンザネラ、アルバム"Diamond Head"（1975年）                         | 6:21  |
| 3.        | 「ミス・シャピロ Miss Shapiro」                    | Manzanera, Eno | フィル・マンザネラ、アルバム"Diamond Head"（1975年）                         | 4:20  |
| 4.        | 「ユー・リアリー・ガット・ミー You Really Got Me」 | Ray Davies     | キンクス、アルバム『キンクス』（1964年）                                     | 3:23  |
| 5.        | 「サード・アンクル Third Uncle」                   | Eno            | ブライアン・イーノ、アルバム『テイキング・タイガー・マウンテン』（1974年）   | 5:14  |
| 合計時間: | 合計時間:                                          | 合計時間:      | 合計時間:                                                                    | 24:20 |

### CD
| #         | タイトル                                                         | 作詞・作曲                  | オリジナル | 時間  |
| --------- | ---------------------------------------------------------------- | --------------------------- | --- | ----- |
| 1.        | 「ラグリマ Lagrima」                                             | Phil Manzanera              | フィル・マンザネラ、アルバム"Diamond Head"（1975年）                                                                     | 2:34  |
| 2.        | 「TNK（トゥモロー・ネバー・ノウズ） TNK (Tomorrow Never Knows)」 | John Lennon, Paul McCartney | ビートルズ、アルバム『リボルバー』（1966年）                                                                             | 6:14  |
| 3.        | 「イースト・オヴ・アステロイド East of Asteroid」                | Manzanera, Bill MacCormick  | クワイエット・サン、アルバム"Mainstream"（1975年）、’Mummy was an asteroid, Daddy was a small non-stick kitchen utensil’ | 4:58  |
| 4.        | 「ロングロング Rongwrong」                                       | Charles Hayward             | クワイエット・サン、アルバム"Mainstream"（1975年）                                                                       | 5:10  |
| 5.        | 「サンバーレプティル Sombre Reptiles」                           | Brian Eno                   | ブライアン・イーノ、アルバム『アナザー・グリーン・ワールド』（1975年）                                                   | 3:14  |
| 6.        | 「ベイビーズ・オン・ファイヤー Baby's on Fire」                  | Eno                         | ブライアン・イーノ、アルバム『ヒア・カム・ザ・ウォーム・ジェッツ』（1973年）                                             | 5:02  |
| 7.        | 「ダイヤモンド・ヘッド Diamond Head」                            | Manzanera                   | フィル・マンザネラ、アルバム"Diamond Head"（1975年）                                                                     | 6:21  |
| 8.        | 「ミス・シャピロ Miss Shapiro」                                  | Manzanera, Eno              | フィル・マンザネラ、アルバム"Diamond Head"（1975年）                                                                     | 4:20  |
| 9.        | 「ユー・リアリー・ガット・ミー You Really Got Me」               | Ray Davies                  | キンクス、アルバム『キンクス』（1964年）                                                                                 | 3:23  |
| 10.       | 「サード・アンクル Third Uncle」                                 | Eno                         | ブライアン・イーノ、アルバム『テイキング・タイガー・マウンテン』（1974年）                                               | 5:14  |
| 合計時間: | 合計時間:                                                        | 合計時間:                   | 合計時間: | 46:30 |

## 参加メンバー
※オリジナル・アルバムの裏ジャケットの記載に準拠。
- フィル・マンザネラ　Phil Manzanera – ギター
- イーノ　Eno[注釈 2] – ヴォーカル、シンセサイザー、ギター、テープ
- ビル・マコーミック　Bill MacCormick – ベース、ヴォーカル
- フランシス・モンクマン　Francis Monkman – フェンダー・ローズ、クラビネット
- サイモン・フィリップス　Simon Phillips – ドラムス、リズムボックス
- ロイド・ワトソン　Lloyd Watson – スライド・ギター、ヴォーカル

- レット・デイヴィス　Rhett Davies – エンジニア
- Chris Michie – サウンド・エンジニア
- Richard Wallis – フォトグラフィ

## コレクターズ・エディション
1999年、「サンバーレプティル」と「ベイビーズ・オン・ファイヤー」の間に「ゴールデン・アワーズ」と「ザ・ファット・レディ・オブ・リンバーグ」を挿入した全12曲入りの改訂版CDが発表された。
2009年、『コレクターズ・エディション』と題された2枚組CDが発表された。CD1は前述の改訂版CDで、CD2には1976年8月23日にシェパートン・スタジオで行なわれたリハーサルの12曲が収録された。